# 김기탁
김기탁(1998년 9월 30일 ~ )은 KBO 리그 파주 챌린저스의 투수이다.

## 한화 이글스시절
2017년에 입단하였다. 시즌 후 방출됐고, 방출 후 입대했다.
군 복무 후 육성 선수로 재입단하였다. 2020년 8월 27일에 정식 선수로 전환됐다. 2020년 9월 16일 LG전에서 구원 등판하며 데뷔 첫 경기를 치렀고, 경기에서 2이닝 3실점을 기록했다. 2022년 10월에 다시 방출됐다.

## 은퇴 이후
한국골프과학기술대학교 야구부 투수코치로 부임하였다.

## 출신 학교
- 분성초등학교 (장유리틀)
- 경남 내동중학교
- 김해고등학교

## 통산 기록
| 연도 | 팀명  | 평균자책점 | 경기 | 완투 | 완봉 | 승 | 패 | 세 | 홀 | 승률 | 타자 | 이닝 | 피안타 | 피홈런 | 볼넷 | 사구 | 탈삼진 | 실점 | 자책점 |
| ---- | ----- | ---------- | ---- | ---- | ---- | -- | -- | -- | -- | ---- | ---- | ---- | ------ | ------ | ---- | ---- | ------ | ---- | ------ |
| 2020 | 한화  | 9.00       | 5    | 0    | 0    | 0  | 0  | 0  | 0  | -    | 40   | 7    | 13     | 1      | 5    | 0    | 3      | 10   | 7      |
| 통산 | 1시즌 | 9.00       | 5    | 0    | 0    | 0  | 0  | 0  | 0  | -    | 40   | 7    | 13     | 1      | 5    | 0    | 3      | 10   | 7      |